# متلألئة متشعبة
متلألئة متشعبة (الاسم العلمي:Luzula divaricata) هي نوع من النباتات تتبع جنس المتلألئة من الفصيلة الأسلية.